# معضلة القطار

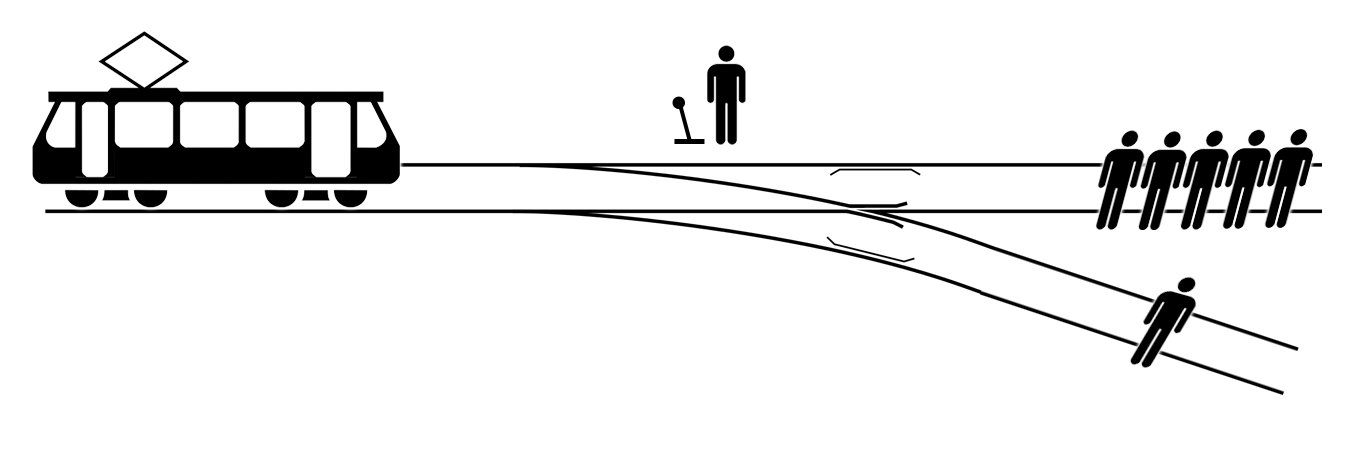
معضلة العربة: هل يجب عليك أن تسحب العتلة لتحويل العربة المسرعة إلى المسار الثانوي؟

معضلة القطار أو معضلة عربة الترام (بالإنجليزية: Trolley problem)‏ هي تجربةٌ فكريّةٌ في علم الأخلاق. والشكل العام للمشكلة هو:

هنالك عربة الترام تسير باتجاه خمسة أشخاص مقيّدين (أو عاجزين عن الحركة) مُمَدّدين على السكة (المسار). أنت تقف بالقرب من العَتَلَة التي تتحكم بمحولة السكة الحديدة. إذا سحبت العَتَلَة، ستتابع العربة سيرها في المسار الثانوي الآخر وسيتمّ إنقاذ خمسة أشخاص على المسار الرئيسي. لكن يوجد شخص واحد مُمَدّد على المسار الثانوي. أنت أمام خيارين:
1. الخيار الأول هو ألّا تفعل شيئًا وتسمح للعربة بقتل خمسة أشخاص على المسار الرئيسي.
2. الخيار الثاني هو سحب العَتَلَة، وتحويل العربة إلى المسار الثانوي وسوف تقتل شخص واحد.

أي خيار هو الأكثر أخلاقيّة؟

طُرِحَ الشكل الحديث لهذه المعضلة أوّل مرة من قبل فيليبا فوت في عام 1967، وحُلّلت على نحو واسع من قبل جوديث طومسون وفرانسيس كام وبيتر أونغر. ومع ذلك، في نسخةٍ سابقة كان فيه الشخص الذي سيتمّ التضحية به على المسار هو طفل المحوّل (عامل التحويل في السكة الحديدية)، كانت جزءًا من استبيان أخلاقي قُدِّم للطلاب الجامعيين في جامعة ويسكونسن في عام 1905، وناقش عالم القانون الألماني هانز فيزل معضلةً مشابهة في عام 1951.
في مطلع عام 2001، استُخدِمَت معضلة العربة بأشكالها المختلفة على نحوٍ واسع في الأبحاث التجريبية في علم النفس الأخلاقي. كما أصبحت من موضوعات الكتب الشعبيّة المُبسّطة. وظهرت هذه المعضلة أيضًا عند مناقشة الأخلاقيات في تصميم المركبات ذاتية القيادة.

## المعضلة الأساسية
الهيكل الأساسي للمشكلة هو على الشكل التالي:
لجعل المثال أقرب ما يمكن، من المفترض أن يكون هو سائق العربة التي يمكن فقط توجيهها من مسارٍ ضيقٍ إلى آخر؛ والرجال الخمسة يعملون على أحد المسارين ويوجد رجل على المسار الآخر؛ أي شخص على المسار لا بدّ أن يُقتَل. ومثال آخر في حالة عصيان، كان لدى المافيا خمس رهائن، بحيث من المفترض في كلتا الحالتين أن يكون هناك مقايضة حياة رجل واحد مقابل حياة خمسة أشخاص.
تؤكّد نظرية النفعية أنّه من الضروري توجيه العربة إلى المسار الذي يتواجد عليه رجل واحد. ووفقًا للنفعيّة الكلاسيكيّة، فإنّ مثل هذا القرار لن يكون مسموحًا به فقط ولكن من الناحية الأخلاقيّة، يعدّ الخيار الأفضل (الخيار الآخر هو عدم اتخاذ أي إجراء على الإطلاق). وجهة النظر البديلة هي أنّه بما أنّ الأخطاء الأخلاقيّة موجودة مسبقًا في مكانها في هذا الظرف، فإنّ الانتقال إلى المسار الآخر يشكّل مشاركة في الخطأ الأخلاقي، ممّا يجعل الشخص مسؤولًا جزئيًا عن الوفاة في حين يمكن ألّا يكون هناك أحد مسؤول عن ذلك. قد يشير أيضًا أحد معارضي التصرّف إلى أنّ حياة البشر غير متكافئة. بموجب بعض التفسيرات للواجب الأخلاقي، فإنّ مجرّد التواجد في هذه الموقع والقدرة على التأثير في نتائجه يشكّل التزامًا بالمشاركة. في هذه الحالة، فإنّ اتخاذ قرار بعدم فعل أي شيء يعتبر عملًا لا أخلاقيًا إذا كان المرء يثمّن حياة خمسة أشخاص أكثر من شخص واحد.

## المعضلات المتعلقة

خمسة أشكال لمعضلة العربة: المفتاح الأصلي والرجل السمين والرجل السمين الوغد والحلقة والرجل في الفناء

إنّ معضلة العربة هي تجربةٌ فكريّةٌ أخلاقيّةٌ محدّدةٌ بين عدّة عناوين رئيسيّة تبّين الفرق بين نظمٍ أخلاقيّةٍ كعلم الأخلاق الأخلاق الواجبة والعواقبيّة. والسؤال الرئيسي الذي تبيّنه هذه المعضلات هو ما إذا كان من الصواب أن تمنع بشكلٍ فعّالٍ حدوث منفعةٍ لفرد إذا كان ينتج عن ذلك فائدةً أكبر للأفراد الآخرين.
كما تدعم معضلة العربة الأوليّة المقارنة مع المعضلات الأخرى ذات الصلة:

### الرجل السمين
تبدو مناهضة مسار العمل هذا قوية؛ عندما طُرِحَ، فإنّ أغلبيّة الناس سيوافقون على سحب المحوّلة لإنقاذ الأربعة المتبقين، ولكن لن يوافقوا على دفع الرجل السمين لإنقاذ أربعة. وقد أدّى ذلك إلى محاولات لإيجاد علاماتٍ فارقةٍ أخلاقيّةٍ ذي صلة بين الحالتين.
أحد العلامات الفارقة واضحة هي أنّه في الحالة الأولى، لا يقصد المرء أن يسبّب أذى لأيّ شخص، فالأذيّة التي ستحدث لواحد هي مجرّد عواقب غير مقصودة لتحويل العربة بعيدًا عن الخمسة. ومع ذلك، في الحالة الثانية، إلحاق الأذيّة بالرجل السمين جزءًا لا يتجزّأ من خطّة إنقاذ الخمسة. هذه هي الحجة التي يشرحها شالي كيغان (ويرفضها في النهاية) في كتابه حدود الأخلاقيّة The Limits of Morality.
يمكن تقديم إدعاء بأنّ الفرق بين الحالتين هو أنّه في الثانية، أنت تعتزم قتل شخص ما لإنقاذ خمسة، وهذا خطأ، في حين أنّه، في الحالة الأولى، ليس لديك مثل هذه النيّة أو التصميم. هذا القرار هو في الأساس تطبيق لمبدأ التأثير المزدوج، والذي يقول بأنّه قد تتخذ إجراءً له آثار جانبيّة سيئة، ولكن نيّة إحداث أذى عن عَمْد (حتّى لأسبابٍ وجيهةٍ أو أغراضٍ خيريّةٍ) هو أمرٌ خاطئ.
وثمّة علامةٌ فارقةٌ أخرى هي أنّ الحالة الأولى شبيهة بربّان في طائرة نَفذَ وقودها وهي على وشك التحطّم في منطقةٍ مكتظّةٍ بالسكان. حتّى لو قال الطيار أنّه سوف يحوّل اتجاه الطائرة دون تردد يعرف بكلّ تأكيدٍ أنّ الناس الأبرياء سيموتون إذا أعاد توجيه الطائرة إلى منطقةٍ أقل كثافةٍ سكانيّةٍ، فهم أناس ’’غير متورطين‘‘. وقد يُعتبَر من النبل التضحيّة بحياتك ليحفظ حياة الآخرين، ولكن السماح بقتل شخصٍ بريءٍ أخلاقيًا أو قانونيًا لإنقاذ خمسة أشخاص قد يكون مبررًا غير كافيًا.

### الرجل السمين الوغد
المزيد من التطوّر في هذا المثال يؤثّر في الحالة، حيث الرجل السمين هو في الواقع الوغد الذي عرّض حياة الأشخاص الخمسة للخطر. في هذه الحالة، دفع الشرير ليلقى حتفه، وخصوصًا لإنقاذ خمسة أشخاص أبرياء، يبدو ليس فقط يمكن تبريره أخلاقيًا ولكن ربّما حتّى هو أمرٌ حتميُ أو إلزاميُ أيضًا. يرتبط هذا بشكلٍ أساسيٍ بتجربةٍ فكريّةٍ أخرى، تعرف باسم سيناريو القنلبة الموقوتة، حيث يُجبَر المرء أن يختار بين إثنين من الأفعال المشكوك فيها أخلاقيًا.

### الحلقة المتغيرة
إنّ الادعاء بأنّه من الخطأ قتل أحدهم لإنقاذ خمسة آخرين يصل إلى مشكلة مع المتغيرات مثل هذه الحالة:
الفرق المادي الوحيد هنا هو إضافة مقطع إضافي من المسار. هذا يبدو مبتذلًا لأنّ العربة لن تتوقف أبدًا. السبب في أنّ هذا قد يؤثّر على قرار أحدٍ ما ففي هذه الحالة موت الشخص هو في الواقع جزء من خطة إنقاذ الخمسة.
قد لا تكون حجة ’’استخدام شخص كوسيلة‘‘ تختلف اختلافًا مصيريًا. هذا ما اقترحه مايكل ج. كوستا في مقالته عام 1987 بعنوان ’’رحلة أخرى على العربة‘‘ حيث أشار إلى أنّه إذا أخفقنا في التصرّف في هذا السيناريو، فسوف نسمح فعليًّا للخمسة أن يصبحوا وسيلة لإنقاذ واحد. وإذا لم نفعل شيئًا، فعندئذٍ سيؤخّر اصطدام العربة بالخمسة ويبطئها ويمنعها من الحركة وقتل شخص وحيد. كما أنّه في إحدى الحالتين، سيصبح بعضهم وسيلة لإنقاذ الآخرين ومسموح لنا عدّ الضحايا. يتطلّب هذا النهج التقليل من شأن الفرق الأخلاقي بين القيام بفعلٍ والسماح به.

### زراعة الأعضاء
هنا توجد حالةٌ بديلةٌ ولكن من دون عربة، ووفقًا لكتاب الفيلسوف الأخلاقي الأمريكي جودث جافريس طومسون الذي يحتوي على أرقام ونتائج مماثلة:

### الرجل في الفناء
يجادل العالم بيتر آنجر إلى حدٍ كبير ضد الردود التقليدية غير المنفعيّة لمعضلة العربة. هذه أحد الأمثلة:
تعتمد الردود إلى حدٍّ ما على ما إذا كان القارئ قد صادف معضلة العربة النموذجيّة سابقًا (بما أنّ هناك رغبة المرء للثبات على مبدأ في اتخاذ ردود أفعاله)، لكن آنجر لاحظ أنّ الأشخاص الذين لم يواجهوا مثل هذه المعضلات من قبل من المرجّح أن يقولوا ذلك، في هذه الحالة، سيكون الفعل المقترح خاطئًا.
بناءً على ذلك، يرى آنجر أنّ الردود المختلفة لهذه الأشكال من المعضلات تعتمد على علم النفس (السيكولوجيا) أكثر من علم الأخلاق (الأخلاقيات)، في هذه الحالة الجديدة يقول: الفرق المهم الوحيد هو أنّ الرجل في الفناء لا يبدو ’’متورطًا‘‘ بشكلٍ خاص. يدّعي آنجر أنّ الناس يعتقدون أنّ الرجل ليس في ’’لعبة عادلة‘‘، لكنّه يقول إنّ عدم التدخّل في السيناريو لا يمكن أن يحدث فرقًا أخلاقيًا.
كما درس آنجر أيضًا حالات أكثر تعقيدًا من معضلة العربة الأصليّة، والتي تتضمّن أكثر من مجرّد نتيجتين. في إحدى هذه الحالات، من الممكن القيام بشيءٍ من شأنه (أ) إنقاذ الخمسة وقتل أربعة (مسافرين على عربة واحدة أو أكثر و / أو نائمين على الأرجوحة)، (ب) إنقاذ الخمسة وقتل ثلاثة، (ج) إنقاذ الخمسة وقتل اثنين، (د) إنقاذ الخمسة وقتل واحد، أو (ه) لا تفعل شيئًا وترك الخمسة يموتون.

## البحث التجريبي
نشر عالم النفس جوشوا غرين وزملاؤه في عام 2001 نتائج أوّل بحثٍ تجريبي مهمٍ لردود أفعال الناس لمعضلة العربة. باستخدام التصوير بالرنين المغناطيسي الوظيفي (بالإنجليزية functional magnetic resonance imaging)، أثبتوا أنّ المعضلات ’’الشخصية‘‘ (مثل دفع رجل من على جسر للمشاة) تشارك فيها المناطق الدماغية المرتبطة بالعواطف والأحاسيس بطريقةٍ تفضيليّةٍ، في حين أن المعضلات ’’اللاشخصية‘‘ (مثل تحويل العربة عن طريق تدوير المحولة) تشارك فيها المناطق المرتبطة بالمنطق المُخطّط بطريقةٍ تفضيليّةٍ. على هذه الأسس، فإنّهم يدافعون عن نظرية العمل المزدوج لصنع القرار الأخلاقي. ومنذ ذلك الحين، استخدمت العديد من الدراسات معضلات العربة لدراسة الحكم الأخلاقي، والتحقيق في موضوعاتٍ مثل دور وتأثير الإجهاد، والحالة العاطفية، إدارة الانطباع، ومستويات إخفاء الهوية، أنماط مختلفة من تلف الدماغ، التَهَيُّجٌ الجِنْسِيّ الفسيولوجي، الناقلات العصبية المختلفة، وتأثير العوامل الوراثية على ردود الأفعال تجاه معضلات العربة.

## بيانات المسح
كانت معضلة العربة موضوع العديد من الاستطلاعات التي اختار 90% تقريبًا من المجيبين قتل واحد وإنقاذ الخمسة. وإذا تمّ تعديل الحالة حيث كان الشخص الذي تمّ التضحية به مقابل خمسة أشخاص قريبًا أو شريكًا وهميًا، كان المستجيبون أقلّ احتمالية بكثيرٍ للتضحية بحياتهم.
أظهر استطلاعٌ عام 2009 نشر في عام 2013 من قبل ديفيد بورجيه وديفيد تشالمرز أنّ 69.9% من الفلاسفة المهنيين يحولون مسار العربة (أي التضحية بالفرد الواحد لإنقاذ خمسة) في حالة معضلة العربة. و8% لن يحولوا، والباقي 24% لديهم رأي آخر أو لا يستطيعون الإجابة.

## الآثار المترتبة على المركبات ذاتية القيادة
تنشأ مشاكلٌ مشابهةٌ لمعضلة العربة عند تصميم المركبات ذاتية القيادة (بالإنجليزية autonomous cars)، في الحالات التي يكون فيها نظام (برمجية) السيارة مُجبرًا في حال وجود سيناريوهات التصادم المُحتملة للاختيار بين السبل المتعددة (وفي بعض الأحيان تتضمن خيارات تشمل وفاة ركاب السيارة)، ممّا قد يتسبّب في حدوث ضرر. تمّ إنشاء منصةٍ تُسمّى آلة الأخلاق في مختبرات معهد ماساتشوستس للتكنولوجيا للسماح للجمهور للتعبير عن آرائهم بشأن القرارات التي ينبغي أن تتخذها المركبات ذاتية القيادة في السيناريوهات التي تستخدم نموذج معضلة العربة. يُستفاد من المقاربات الأخرى في الواقع الافتراضي لتقييم السلوك البشري في الأطُر التجريبية.
وفي عام 2016، شكّلت حكومة ألمانيا لجنةً أخلاقيّةً تناولت الآثار المترتّبة على القيادة الذاتية. ونتيجةً لذلك، حدّدت اللجنة 20 قاعدة للسيارات ذاتية القيادة والمتصلة، والتي ستكون واجبةً على القوانين القادمة فيما يتعلّق بإنتاج السيارات ذاتيّة القيادة.

## في الثقافة الشعبية
في أسطورةٍ حضريّةٍ وُجِدَت منذ منتصف الستينات على الأقل، تقول بأنّه يجب اتخاذ قرار من قبل حارس جسرٍ مُتحرّكٍ في الاختيار بين التضحية بقطار الركاب أو ابنه البالغ من العمر أربع سنوات. وهناك فيلمٌ قصيرٌ باللغة التشيكيّة صدر عام 2003 بعنوان Most (بالإنجليزية Bridge) و فلم The Bridge الذي يتناول حبكةً مماثلةً. هذه النسخة غالبًا ما تُعطى كمثال من العقيدة المسيحية بأنّ الله ضحّى بابنه يسوع المسيح.
في لعبة فيديو Fable 3 التي صدرت عام 2010، يتضمّن أحد الخيارات الأخلاقيّة المُبكّرة التي يتّخذها اللاعبون خيار إنقاذ إمّا حبيبة الطفولة أو حشد من المحتجين. إذا لم يتمّ اتخاذ قرار في غضون فترةٍ زمنيّةٍ معيّنةٍ، يعلن الملك أنّ اللاعب لديه خمس ثوان لإتخاذ قراره ’’أو أنهم سيموتون جميعًا‘‘.
في عام 2016، تمّ توثيق صفحة فيسبوك تحت اسم ’’Trolley Problem Memes‘‘ لشعبيتها على الموقع، وتشترك إدارة المجموعة بشكلٍ عام في الاختلافات الفكاهيّة في معضلة العربة وعادةً ما يخلطون أنواع متعدّدة من المعضلات الفلسفيّة. تعتبر نكتة شائعة بين المستخدمين ’’الانجراف متعدد المسارات multi-track drifting‘‘، حيث يتمّ سحب العَتَلَة بعد مرور أول مجموعة من العجلات على المسار، وبالتالي إيجاد حلٍّ ثالث فكاهي، وفي كثير من الأحيان، حيث يتمّ ربط جميع الأشخاص الستة بالمسارات أو دهسهم بالعربة، أو يتمّ الصفح عنهم إذا انحرفت العربة عن مسارها.
تمّ ذكر معضلة العربة في الحلقة 8 من الموسم 5 التي باسم ’’ Tied to the Tracks‘‘ من مسلسل البرتقالي هو الأسود الجديد Orange Is the New Black. كما تمّت مناقشتها أيضًا في الحلقتين الأخيرتين للموسم الثالث من مسلسل كيمي شميت القوية Unbreakable Kimmy Schmidt. ويشكّل أيضًا الجزء الرئيسي للحلقة 5 من الموسم 2 التي باسم ’’The Trolley Problem‘‘ من مسلسل المكان الجيد The Good Place. أجريت تجربة معضلة العربة في الحلقة 1 من الموسم 2 من سلسلة Mind Field التي يقدّمها مايكل ستيفنز Michael Stevens وتعرض على يوتيوب بريمير. وتمّ عرض روايات مختلفة من معضلة العربة على الطلاب في الحلقة 7 من الموسم الأول التي كانت بعنوان ’’دروس السباحة‘‘ من سلسلة أكاديمية المنزل الأخضر Greenhouse Academy الأصلية لشبكة نتفليكس Netflix.
كما ظهرت بشكلٍ بارز في براي Prey (لعبة فيديو 2017) كجزء من عملية صنع القرار خلال مرحلة المقدمة/تقديم الدرس. استخدامها ليس مبتذلًا وهو بمثابة استعارة عمل لبقيّة اللعبة.

## الانتقادات
انتقد الباحثون في ورقة بحثية نُشِرَت عام 2014 في البوصلة الاجتماعية وسيكولوجيا الشخصية (بالإنجليزية Social and Personality Psychology Compass)، استخدام معضلة العربة في الجدالات، ومن بين أمور أخرى، أنّ السيناريو الذي يُقدَّم مبالغٌ فيه وغير مرتبط بالحالات الأخلاقيّة في الحياة الواقعيّة أو التعليميّة.
يذهب كل من بريانا رينكس وناثان جي روبنسون من مجلة أخبار اليوم (بالإنجليزية Current Affairs) إلى أبعد من ذلك، ويؤكّدان أنّ تجربة التفكير ليست عديمة الفائدة فحسب، بل إنّها تضرّ بشكلٍ مباشر بعلم النفس البشري، ممّا يجعل ذلك إجراء حساباتٍ قاسيةِ القلب حول مواقف افتراضيّة ينتج عن كلّ منها وفاةً مروّعةً واحدة أو أكثر هي تشجيع نوعٍ من التفكير الذي يخلو من التعاطف الإنساني ويتحمّل التفويض لتحديد من الذي يعيش أو يموت. كما أنّهم يطرحون سؤالًا عن الفرضية الأساسية للسيناريو، متسائلين: ’’إذا أُجبرت رغمًا عني التواجد في حالة يموت فيها الناس وليس لدي أي قدرة على إنقاذهم، كيف سيكون اختياري خيارًا ’’أخلاقيًا‘‘ من بين خياراتٍ مختلفةٍ بشكلٍ مهم، خلافًا لدخولي مشاهدة عرض رعب، حيث ليس لدي أي قوة ذات معنى على الإطلاق؟